# Hội nghị trực tuyến

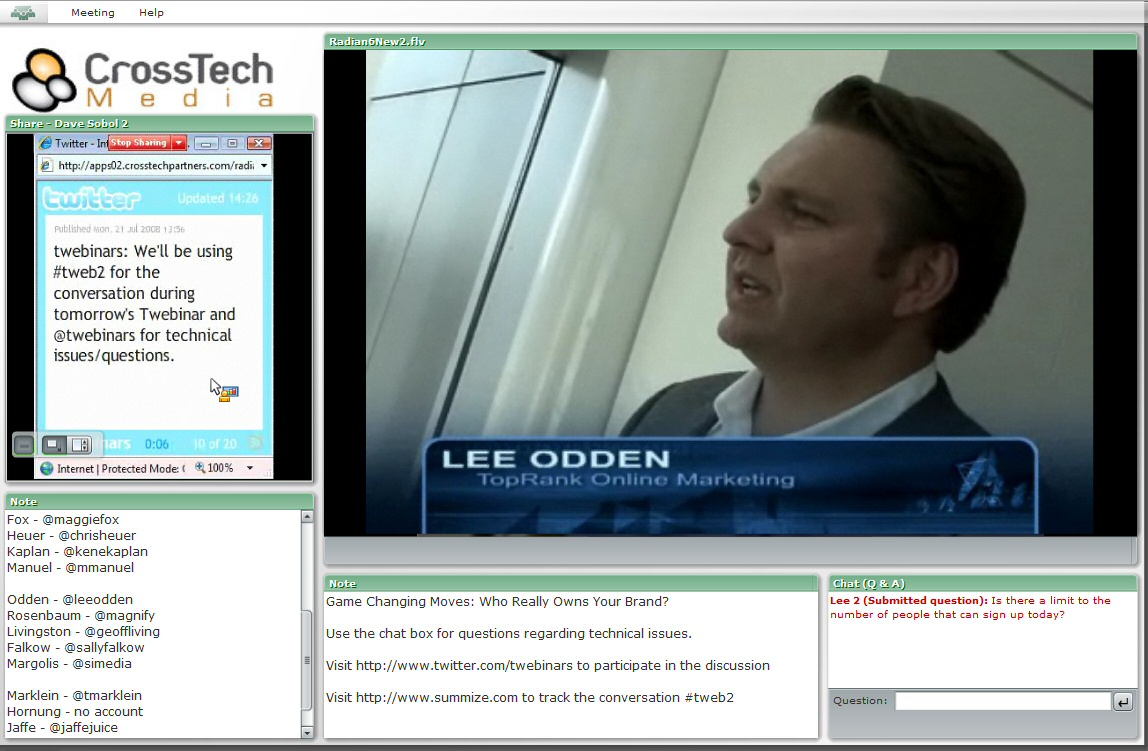
Một hội nghị trực tuyến

Hội nghị trực tuyến là thuật ngữ dùng để chỉ các dịch vụ hội nghị và hợp tác trực tuyến khác nhau bao gồm các webinar (buổi hội thảo trực tuyến), các buổi phát trực tuyến (webcasts) và các cuộc họp trực tuyến. Đôi khi thuật ngữ này cũng được sử dụng trong một khái niệm hẹp hơn của bối cảnh cuộc họp web cùng cấp để phân biệt với các loại khác được biết đến như các phiên hợp tác. Thuật ngữ liên quan đến các công nghệ này là chính xác và được thống nhất dựa trên các tiêu chuẩn cho hội nghị trực tuyến, nhưng các tổ chức cụ thể vẫn tồn tại để cung cấp cả tham chiếu sử dụng thuật ngữ.
Nói chung, hội nghị trực tuyến được thực hiện nhờ vào các công nghệ Internet, đặc biệt là các kết nối TCP/IP. Dịch vụ có thể cho phép các cuộc trò chuyện trực tiếp từ người này sang người khác cũng như các cuộc trò chuyện đa điểm từ một người gửi đến nhiều người nhận. Nó cung cấp các luồng dữ liệu của các tin nhắn dựa trên văn bản, thoại và trò chuyện video để được chia sẻ đồng thời, trên các địa điểm được phân tán địa lý. Các ứng dụng cho hội nghị trực tuyến bao gồm các cuộc họp, các sự kiện đào tạo, các bài giảng hoặc các bài thuyết trình.

## Lịch sử
Các cơ sở chat theo thời gian thực như IRC (Internet Relay Chat) xuất hiện vào cuối những năm 1980. Phần mềm chat dựa trên web và tin nhắn tức thì xuất hiện vào giữa những năm 1990. Hệ thống học tập máy tính PLATO cho phép sinh viên cộng tác trên các máy tính được mạng kết nối để hoàn thành các nhiệm vụ học tập từ những năm 1960, nhưng kết nối mạng ban đầu không được thực hiện thông qua World Wide Web và mục tiêu cộng tác của PLATO không nhất quán với động lực thuyết trình-viết lên của các hệ thống hội nghị trực tuyến thông thường trên web. PLATO II, vào năm 1961, có tính năng cho phép hai người dùng cùng sử dụng cùng lúc.
Năm 1992, InSoft Inc. đã tung ra Communique, một sản phẩm gọi điện thông qua phần mềm dành cho các trạm Unix cho phép hội nghị truyền hình/âm thanh/dữ liệu. Communique hỗ trợ tối đa 10 người dùng và bao gồm những tính năng đột phá như chia sẻ ứng dụng, điều khiển âm thanh, văn bản, đồ họa và whiteboarding, cho phép người dùng kết nối mạng chia sẻ và điều khiển các đối tượng và tập tin đồ họa bằng các công cụ vẽ đơn giản.
Trong những năm 1990, đã có nhiều sản phẩm hội nghị truyền hình điểm-điểm và mạng riêng được giới thiệu, như CU-SeeMe, được sử dụng để kết nối các trường được chọn trên khắp Hoa Kỳ trong các truyền thông đồng cộng tác thời gian thực như một phần của dự án Global Schoolhouse từ Global SchoolNet.
Vào tháng 5 năm 1995, PictureTel đã công bố LiveShare Plus là một sản phẩm hợp tác dữ liệu sử dụng chung cho máy tính cá nhân dựa trên hệ điều hành Windows. Phần mềm cho phép chia sẻ ứng dụng, điều khiển máy tính từ xa, chia sẻ bảng trắng, truyền tập tin và nhắn tin. Giá bán lẻ được công bố là 249 đô la mỹ mỗi máy tính. PictureTel đã đề cập đến thỏa thuận với Microsoft trong thông cáo báo chí của mình và một memo của Bill Gates gửi đến cán bộ cấp cao của Microsoft vào ngày 26 tháng 5 năm 1995 cho biết "Khách hàng chia sẻ màn hình PictureTel của chúng ta cho phép chia sẻ cửa sổ Windows sẽ hoạt động dễ dàng trên Internet."
Vào tháng 5 năm 1996, Microsoft đã công bố NetMeeting là một thành phần được bao gồm trong Internet Explorer 3.0. Lúc đó, Microsoft gọi NetMeeting là "client truyền thông thời gian thực đầu tiên trên Internet có hỗ trợ cho các tiêu chuẩn hội nghị quốc tế và cung cấp khả năng chia sẻ ứng dụng và hội nghị dữ liệu đa người dùng thực sự."
Vào năm 1996, PlaceWare được thành lập như là một công ty con của Xerox PARC. Vào tháng 11 cùng năm, PlaceWare Auditorium đã được mô tả trong một bài phát biểu công khai tại Đại học Stanford cho phép "một hoặc nhiều người trình bày bài thuyết trình trực tuyến, tương tác, đa phương tiện thông qua Web với hàng trăm hoặc hàng nghìn người tham dự đồng thời; bài thuyết trình có thể bao gồm các trang trình chiếu (được tạo trong PowerPoint hoặc bất kỳ trình tạo hình ảnh GIF nào khác), chú thích trực tiếp trên hình ảnh trang trình chiếu, thăm dò ý kiến thời gian thực của khán giả, âm thanh trực tiếp từ người trình bày và những người đặt câu hỏi, cuộc trò chuyện văn bản và âm thanh riêng tư trong "những hàng ghế" của phòng hội thảo và các tính năng khác. PlaceWare Auditorium được công bố chính thức vào tháng 3 năm 1997 với giá 150 đô la Mỹ cho mỗi người dùng đồng thời.
CoolTalk là một công cụ phần mềm đa phương tiện được giới thiệu vào năm 1996 bởi InSoft Inc. Nó cho phép người dùng PC xem dữ liệu hiển thị trên bảng trắng được chia sẻ, trao đổi tin nhắn thời gian thực thông qua một công cụ trò chuyện hoặc nói chuyện với nhau thông qua kết nối giọng nói TCP/IP. Sản phẩm này hoạt động với các bo mạch âm thanh tương thích Microsoft Sound System và có sẵn phiên bản 14,4 kbit / s hoặc phiên bản 28,8 kbit / s. CoolTalk sau đó được đóng gói với các trình duyệt Web phổ biến trong thời gian đó. Phiên bản CoolTalk 14.4 và 28.8 được bán với giá lần lượt là 49,95 đô la và 69,95 đô la vào năm 1996.
Vào tháng 2 năm 1998, Starlight Networks tung ra sản phẩm StarLive! (dấu chấm than ở cuối là một phần của tên sản phẩm). Bản thông cáo cho biết "khách hàng có thể truy cập giao diện trình duyệt web quen thuộc để xem các bài thuyết trình doanh nghiệp trực tiếp và đã được ghi sẵn, cùng với các slide được đồng bộ. Người dùng cuối có thể trò chuyện trực tiếp với người thuyết trình bằng công nghệ trò chuyện thời gian thực và các công cụ hợp tác dựa trên web khác."
Vào tháng 6 năm 1998, PlaceWare 2.0 Conference Center được tung ra, cho phép lên đến 1000 người tham dự trực tiếp trong một phiên họp. Vào tháng 2 năm 1999, ActiveTouch công bố WebEx Meeting Center và trang web webex.com. Vào tháng 7 năm 1999, WebEx Meeting Center đã chính thức được phát hành với khả năng tổ chức cuộc họp lên đến 1000 người. Vào tháng 9 cùng năm, ActiveTouch đã đổi tên thành WebEx.
Vào tháng 4 năm 1999, Vstream giới thiệu sản phẩm Netcall cho hội nghị trực tuyến như "một tiện ích phần mềm trả phí trên Internet cho phép bạn gửi các bài thuyết trình kinh doanh và các thông tin đồ họa khác qua email đến một máy chủ Vstream. Vstream chuyển đổi nội dung, sử dụng công nghệ truyền dữ liệu liên tục, và làm cho bài thuyết trình có sẵn để xem bởi tối đa 1.200 người cùng một lúc."  Vào năm 2000, Vstream đổi tên thành Evoke Communications, sau đó đổi tên thành Raindance Communications vào năm 2002. Vào tháng 2 năm 2006, Raindance đã được hãng InterCall thuộc West Corporation mua lại.
Vào tháng 12 năm 2003, Citrix Systems đã mua lại Expertcity, đưa vào sở hữu sản phẩm GoToMyPC và GoToAssist. Công ty được mua lại đã được đổi tên thành phân nhánh Citrix Online của Citrix Systems. Vào tháng 7 năm 2004, Citrix Online đã phát hành GoToMeeting là sản phẩm web conferencing chung đầu tiên. Vào tháng 6 năm 2006, GoToWebinar được thêm vào, cho phép thêm chức năng đăng ký và báo cáo cùng với khả năng tăng dung lượng trong các phiên họp.
Vào tháng 1 năm 2003, Macromedia đã mua Presedia, bao gồm sản phẩm Breeze Presentation. Breeze Live được thêm vào với phiên bản 4.0 của Macromedia Breeze để hỗ trợ hội nghị trực tuyến. Vào tháng 4 năm 2005, Adobe Systems đã thông báo mua lại Macromedia (hoàn thành vào tháng 12 năm 2005) và đổi tên sản phẩm Breeze thành Adobe Connect.
Năm 1998, một nhãn hiệu thương mại cho thuật ngữ WEBinar (viết hoa ba chữ đầu tiên) đã được đăng ký bởi Eric R. Korb (Số seri 75478683, USPTO) và được chuyển nhượng cho InterCall. Đăng ký nhãn hiệu này đã bị hủy bỏ vào năm 2007. Năm 2006, Learn.com đã đệ trình đơn đăng ký cho thuật ngữ "webinar" mà không liên quan đến kiểu chữ hay phong cách (Số seri 78952304, USPTO). Đơn đăng ký nhãn hiệu này đã bị bỏ quên vào năm 2007 và không có đăng ký mới nào được thực hiện sau đó.
Trong suốt đại dịch COVID-19, các webinar đã trở thành hình thức giảng dạy và hướng dẫn thông thường tại nhiều trường học, đại học và nơi làm việc trên toàn thế giới. Hình thức mới này đã thách thức các tổ chức và giảng viên, và khuyến khích các phương pháp giảng dạy mới. Đồng thời, hình thức giảng dạy mới này cũng đã chứng minh những lợi ích của việc chuyển các sự kiện này trực tuyến, khi các hội nghị ảo được cho là có tính bao hàm, giá cả hợp lý hơn, tốn ít thời gian hơn và có thể tiếp cận trên toàn cầu, đặc biệt là đối với các nhà nghiên cứu ở giai đoạn đầu sự nghiệp. Điều này cung cấp cơ hội tuyệt vời để xác định các phương pháp tốt nhất để thiết kế các sự kiện trực tuyến bao hàm một cách có chủ đích, để những lợi ích tích cực này có thể tiếp tục khi các hội nghị trực tiếp tiếp tục được tổ chức.